# مارك بومونت (صحفي)
مارك بومونت (بالإنجليزية: Mark Beaumont)‏ هو صحفي بريطاني، ولد في 2 يونيو 1972 في باسينجستوك في المملكة المتحدة.